# Aaron G. Filler
Aaron G. Filler verksam som läkare vid Cedars Sinai Medical Center och expert på ryggraden och dess funktion. Har studerat vid Harvard University. Aaron Filler har publicerat den kontroversiella upptäckten att människosläktet och människoliknande apor stammar ur en gemensam urfader längre tillbaka i tiden än vad som hittills varit känt.
Aaron G. Filler har författat en bok i ämnet med titeln The Upright Ape.